# Nicolò Donà
Nicolò Donà o Donati, Donato (Venezia, 28 gennaio 1540 – Venezia, 9 maggio 1618) è stato il 93º doge della Repubblica di Venezia per poco tempo.

## Biografia

### Infanzia ed educazione

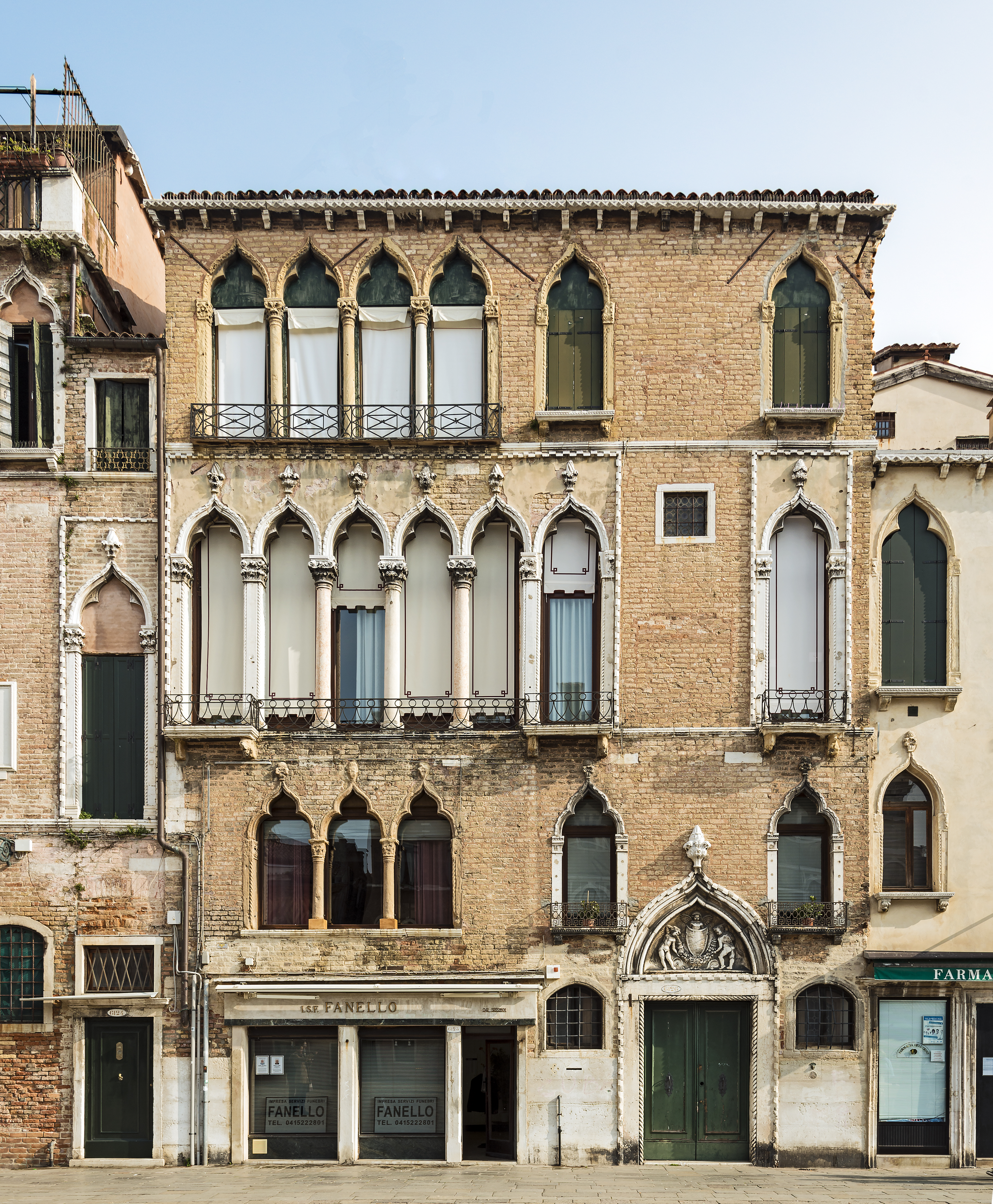
Palazzo Donà a Venezia

Nacque dai patrizi Donà del ramo "dalle Tresse d'Oro", ultimo dei tre figli maschi di Giovanni di Nicolò e di Elisabetta di Cristoforo Morosini.
Si formò a Padova presso lo zio Girolamo e il cardinale Agostino Valier, acquisendo nozioni di lettere e latino che lo portarono a sviluppare una notevole capacità retorica.

### Carriera politica
Entrò a far parte del Maggior Consiglio grazie all'estrazione della balla d'oro nel 1560 ed ebbe il primo incarico politico nel 1564 come Savio agli Ordini. Da allora il Donà partecipò costantemente alla vita pubblica della Serenissima, in un momento particolarmente importante sia dal punto di vista interno che estero.
Operò fuori della capitale a partire dal 1566, quando fu sindico e avogador in Dalmazia. Partecipò alla battaglia di Lepanto e, nel 1574, divenne podestà di Vicenza.
L'anno dopo ricopriva la stessa carica a Capodistria. Durante questo periodo affrontò una crisi con i vicini di Trieste sullo sfruttamento delle saline, culminata con un'operazione militare che vide la distruzione degli impianti di Rosandra da parte dei soldati Veneziani.

### Dogato

Giulio del Moro, busto del doge Nicolò Donà, 1579-80

Il 4 aprile 1618, in un momento particolare per la Repubblica veneziana (si sospettava, a ragione, che agenti del servizio segreto spagnolo, guidati dal loro ambasciatore, il Marchese di Bedmar, tentassero di fomentare disordini al fine di far cadere Venezia in mani spagnole), riuscì a farsi eleggere doge.
Eletto, cercò di far sparire la fama di "spilorcio" ma fu impedito in questo dai parenti, ancora più avari di lui (si dice che, durante un ballo, i parenti facessero restare fuori dalla sala del banchetto alcune nobildonne, invitate dallo stesso doge, per poter risparmiare sul cibo).
Il suo dogado durò appena 35 giorni (4 aprile - 9 maggio) in cui non accadde nulla di notevole anche se la tensione dovuta alla congiura spagnola aumentò.

### Morte
Si dice che morì per il dolore provocato dalla sconfitta subita dal nipote Pietro che s'era candidato ad un'alta carica pubblica; il rifiuto del Senato sarebbe stato interpretato come uno sgarbo nei suoi confronti.
Non è chiaro quanto veritiera possa esser questa storia ma, forse influì, visto che Nicolò Donato morì tre giorni dopo questo fatto.